# Hans-Harald Mallau

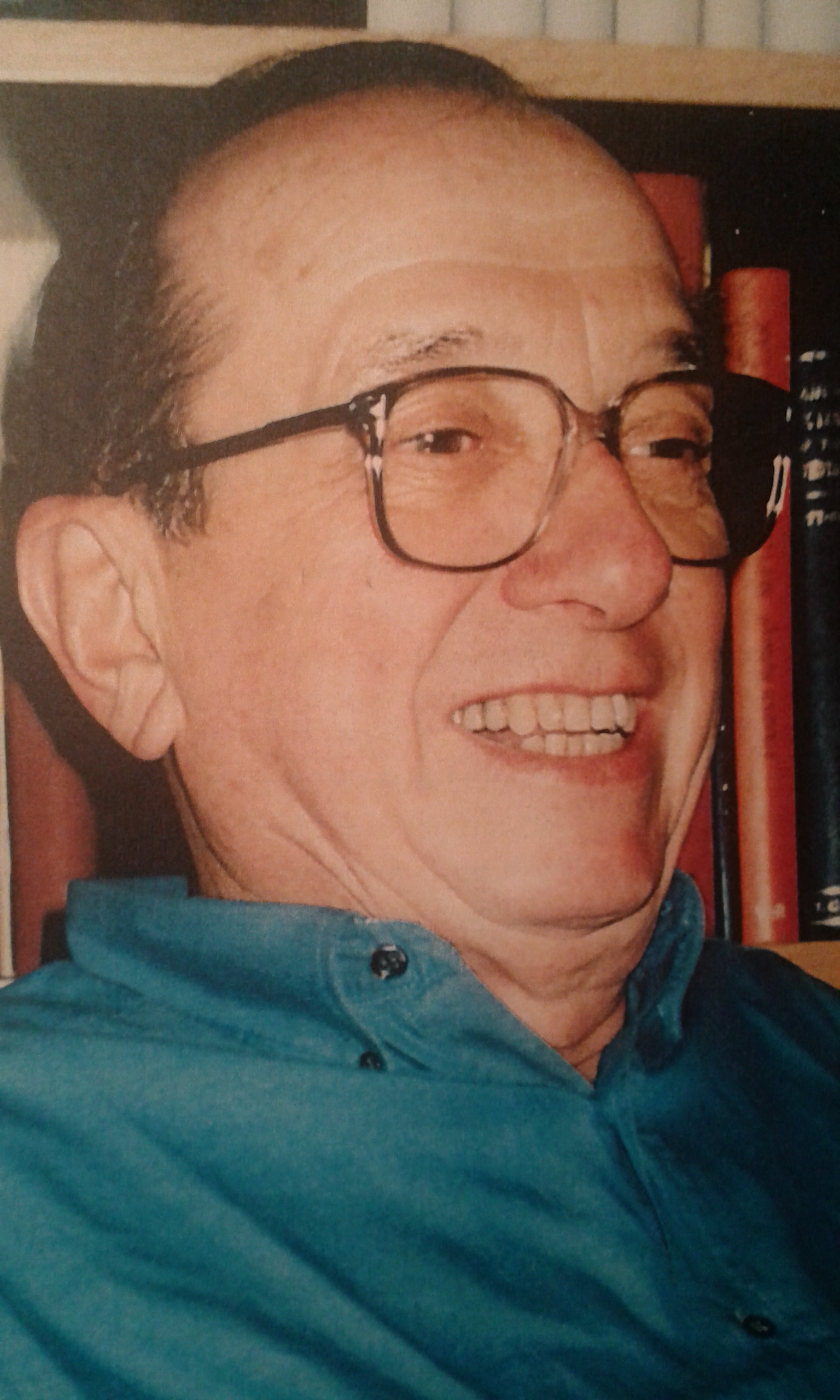
Hans-Harald Mallau (1997)

Hans-Harald Mallau (* 12. März 1930 in Königsberg/Ostpreußen; † 25. Oktober 2006 in Reutlingen) war ein baptistischer Theologe und Professor für Altes Testament. Wirkungsorte waren Kiel, Buenos Aires (Argentinien) und Rüschlikon (Schweiz).

## Leben
Hans-Harald Mallau war Sohn des Baptistenpastors Hans Mallau (1902–1975) und dessen Ehefrau Margarethe, geborene Müller (1901–1983). Er hatte eine Zwillingsschwester Dorothea und eine jüngere Schwester Ilse-Charlotte. Im Alter von 13 Jahren ließ er sich in der Baptistengemeinde Berlin-Spandau taufen. Seine Schulzeit beendete er 1948 mit dem Abitur.
Von 1948 bis 1951 studierte Mallau Theologie an der Kirchlichen Hochschule Berlin. Von 1951 bis 1963 setzte er sein Theologiestudium an der Christian-Albrechts-Universität zu Kiel mit Unterbrechungen fort. Von 1952 bis 1954 war er für drei Jahre Stipendiat an der Andover Newton Theological School nahe Boston (USA). Von 1954 bis 1955 studierte er für ein Jahr am Theologischen Seminar des Bundes Evangelisch-Freikirchlicher Gemeinden. Von 1955 bis 1958 war er Bibliotheksleiter einer amerikanischen Truppenbibliothek. 1963 promovierte er zum Dr. theol. in Kiel (Doktorvater Hans Wilhelm Hertzberg). 1964 wurde ihm der Universitätspreis der Universität Kiel verliehen für die beste Doktorarbeit des Jahres 1963.
Von 1963 bis 1969 arbeitete er als Assistent und Lehrbeauftragter an der Theologischen Fakultät der Universität Kiel. Von 1969 bis 1970 war er für ein Jahr tätig als Gastprofessor am International Baptist Theological Seminary (IBTS) in Rüschlikon (Schweiz). Von 1970 bis 1977 lehrte er als Professor für Altes Testament am Instituto Superior Evangélico de Estudios Theologicos (ISEDET) in Buenos Aires (Argentinien). Er hat dort auf Spanisch unterrichtet und veröffentlicht. Während dieser Zeit stand er in Kontakt mit zahlreichen Befreiungstheologen. Von 1977 bis 1995 war er Professor für Altes Testament am International Baptist Theological Seminary in Rüschlikon (Schweiz). Die Unterrichtssprache dort war Englisch. Mallau war ein multilingualer, weltoffener Kosmopolit. Er hat zahlreiche Generationen von Baptistenpastoren in Lateinamerika und Europa geprägt.
Hans-Harald Mallau war seit 1961 mit Hildegard Zorn († 1989) verheiratet. Aus der Ehe gingen zwei Kinder hervor, eine Tochter Michal und ein Sohn Tibor.

## Veröffentlichungen (Auswahl)
Eine ausführliche Bibliographie Hans-Harald Mallaus findet sich im Historischen Lexikon des BEFG.
Monographien und Aufsätze
- Die theologische Bedeutung der Wüste im Alten Testament. Inaugural-Dissertation zur Erlangung des Doktorgrades. Kiel 1963
- The redaction of Ezra 4-6: A plea for a theology of scribes. In: Perspectives in religious studies. 1988. Band 15, Heft 4
- „Gott ist einer!“ Zentrale Aussagen des Jahwe-Glaubens. In: ZThG 3/1998, S. 256-265 (Online)
- Abtreibung in der Bibel, im rabbinischen und hellenistischen Judentum sowie im Urchristentum. In: ZThG 5/2000, S. 27–32 (Online)

Übersetzung
- George Beasley-Murray: Die Evangelien als Predigt. Oncken Verlag: Kassel 1966 (aus dem Englischen übersetzt von Hans-Harald Mallau)

Lexikonartikel
- Artikel Baruch / Baruchschriften. In: Theologische Realenzyklopädie. Band 5. De Gruyter: Berlin 1980. S. 269–276